# Paisaje del mundo

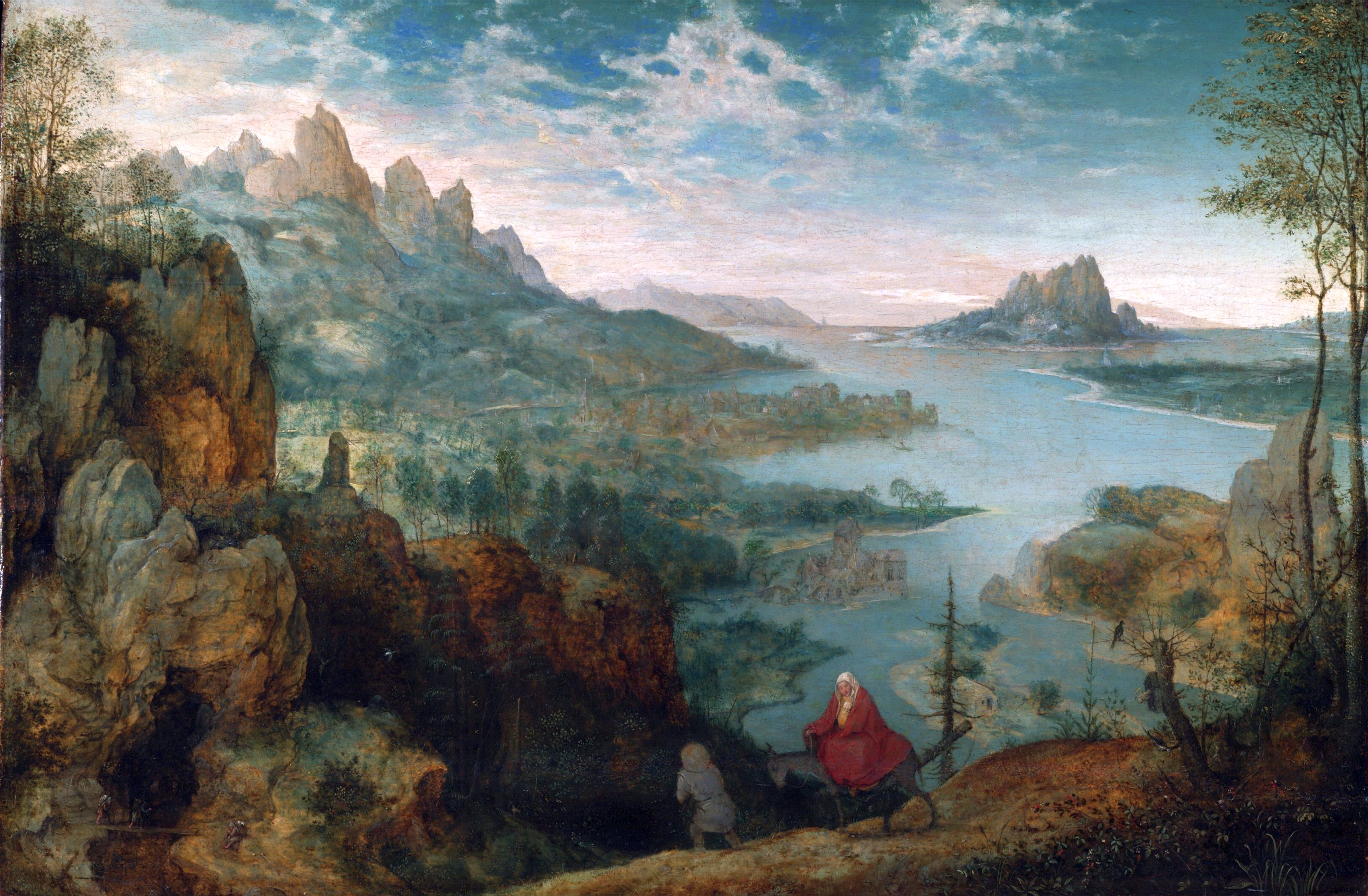
Pieter Bruegel el Viejo, Paisaje con la huida a Egipto, 1563, 37,1 × 55,6 cm (14,6 × 21,9 pulgadas)

El paisaje del mundo (en alemán Weltlandschaft) es un tipo de composición en la pintura occidental que muestra un paisaje panorámico imaginario visto desde un punto de vista elevado que incluye montañas y tierras bajas, agua y edificios. Sus temas suelen consistir en una narración bíblica o histórica, pero las figuras que componen este elemento narrativo están eclipsadas por su entorno. 
El paisaje del mundo se encuentra por primera vez en la obra del pintor holandés Joachim Patinir (c. 1480-1524), del que se conservan pocas pinturas pero que, en su mayor parte, son de este tipo y generalmente muestran temas religiosos pero comisionados por mecenas seculares. «Eran compilaciones imaginarias de los aspectos más atractivos y espectaculares de la geografía europea, reunidos para el deleite del viajero rico en sillones», dando «un compuesto idealizado del mundo tomado de una sola mirada olímpica».
El tipo de composición de Patinir, bajo la influencia del Bosco, fue adoptado por varios artistas holandeses, siendo el más famoso Pieter Bruegel el Viejo. Un desarrollo paralelo se encuentra en la obra de Albrecht Altdorfer y otros artistas de la escuela del Danubio. Aunque las composiciones de este tipo amplio continuaron siendo comunes hasta el siglo xviii y más allá, el término generalmente solo se usa para describir obras producidas en el siglo xvi en los Países Bajos y Alemania. El término alemán Weltlandschaft fue utilizado por primera vez por Eberhard Freiherr von Bodenhausen en 1905 con referencia a Gerard David, y luego en 1918 aplicado al trabajo de Patinir por Ludwig von Baldass, definido como la representación de «todo lo que parecía hermoso a la vista», así como «el mar y la tierra, montañas y llanuras, bosques y campos, el castillo y la cabaña».

## Países Bajos

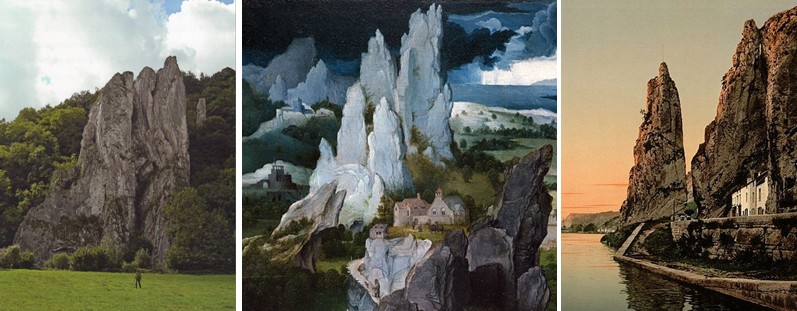
Detalle de Paisaje con san Jerónimo de Patinir, (Londres, Galería Nacional), entre formaciones rocosas en las cercanías de Dinant.

El tratamiento de los fondos de paisaje en la pintura holandesa temprana fue muy admirado en Italia y se emplearon especialistas flamencos en algunos talleres italianos, incluido el de Tiziano. Los fondos de muchos de los primeros grabados de Alberto Durero fueron imitados por varios artistas italianos. Patinir, «envalentonado por el gusto italiano por la rusticidad del norte, comenzó ya en la década de 1510 a ampliar los fondos de sus pinturas en toda proporción» de manera que «revirtió violentamente la jerarquía ordinaria de sujeto y escenario». En 1520 era conocido por estos temas, y cuando Durero lo visitó en Amberes lo describió en su diario como «el buen pintor de paisajes», haciendo uso por primera vez del término Landschaft en un contexto artístico.
Las pinturas de este género son relativamente pequeñas y usan un formato horizontal; esto se volvería tan estándar para los paisajes en el arte que ahora se llama formato paisaje en contextos ordinarios, pero en ese momento era una novedad considerable, ya que las pinturas de los paneles portátiles casi siempre tenían un formato vertical antes de 1520 y "los paisajes de Patinir estuvieron entre los primeros pequeños paneles horizontales de cualquier tipo". Por lo general, utilizó el esquema de tres colores para articular sus composiciones, con un primer plano de color marrón, una zona media azul-verde y azules en la distancia. La línea del horizonte es relativamente alta en el plano de la imagen. Patinir (y Herri met de Bles) nacieron en  Dinant, junto al río Mosa (en la Bélgica moderna) donde, en «un paisaje sorprendentemente no holandés», hay espectaculares acantilados rocosos y riscos independientes a lo largo del río. Estos se muestran con frecuencia en sus pinturas y llegaron a formar una característica común de las obras de otros artistas. 

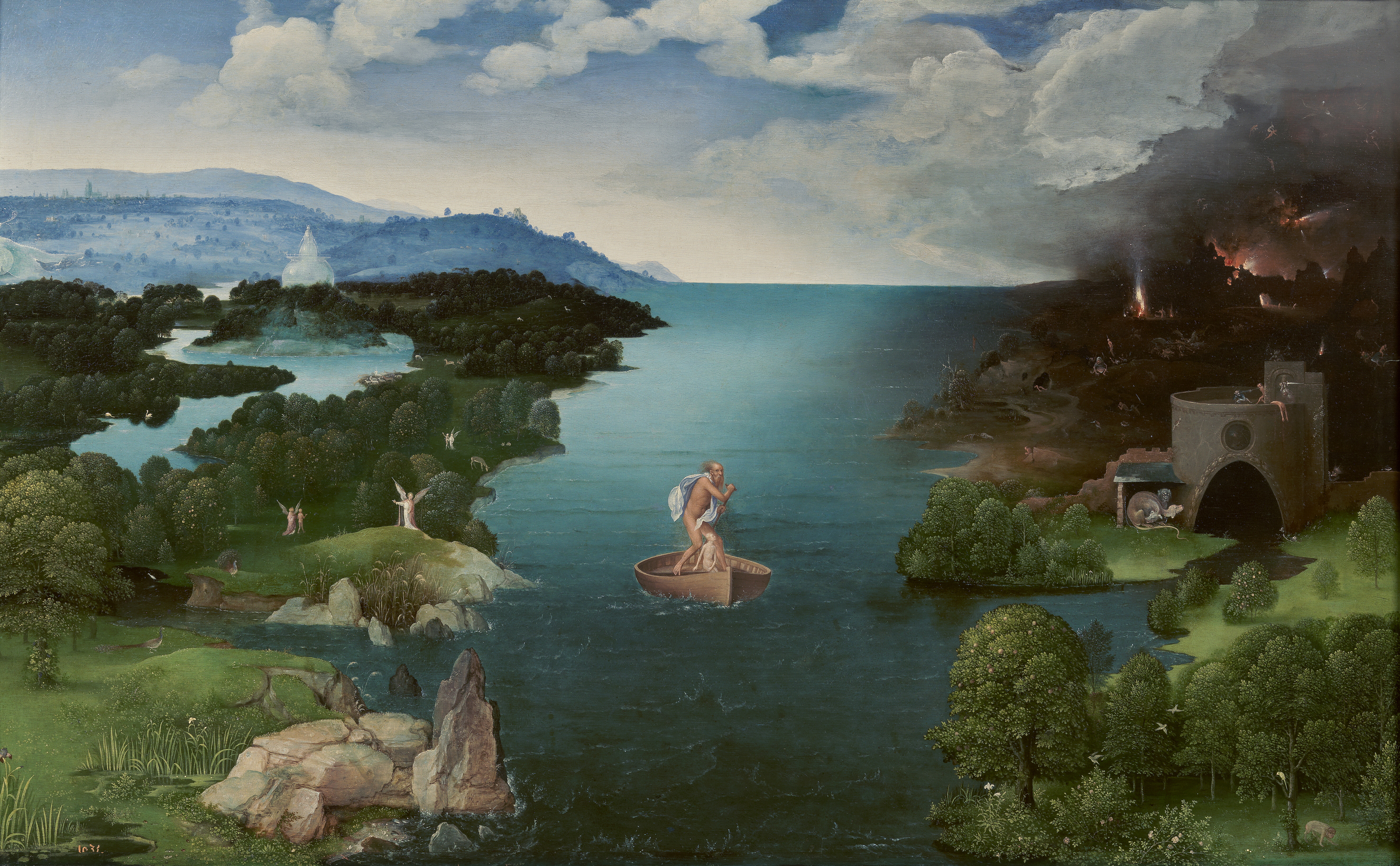
El paso de la laguna Estigia, Joachim Patinir, c. 1515-1524, Madrid, Museo del Prado.

Con otras características verticales, estas se pintan como si se vieran de frente incluso en las partes más bajas del paisaje, y así "reafirman la integridad del plano de la imagen" en sus obras, contra el impulso horizontal en expansión del paisaje principal. Tanto Kenneth Clark como Simon Schama los ven como "los últimos sobrevivientes del paisaje simbólico", relacionándolos con representaciones medievales e incluso anteriores de montañas.
El estilo está relacionado con los fondos de paisajes de El Bosco, aunque en sus obras principales funcionan como telón de fondo de sus multitudes de figuras y no estaba tan interesados en incluir la variedad de elementos del paisaje; pero los paisajes de obras más pequeñas como su San Jerónimo en oración anticipan el nuevo estilo. En la mayoría de los aspectos, las pinturas conservan los mismos elementos que muchos tratamientos del siglo xv de los mismos sujetos, pero muestran, en términos cinematográficos modernos, un plano largo en lugar de un plano medio . 
La mayoría de los historiadores del arte consideran que el tema de la figura sigue siendo importante en las obras de Patinir y sus seguidores, más que el mero interés personal por el paisaje, y la mayoría son temas en los que un paisaje amplio tenía relevancia. Entre los más populares estaban la huida a Egipto y la innovación holandesa del xvi del Descanso en la huida a Egipto, y temas que muestran a ermitaños como los santos Jerónimo y Antonio Abad con el mundo del que se habían retirado. Además de conectar el estilo con la Era de los Descubrimientos, el papel de Amberes como un centro en auge tanto del comercio mundial como de la cartografía, y la vista del pueblo rico del campo, los historiadores del arte han explorado las pinturas como metáforas religiosas para la peregrinación de vida.

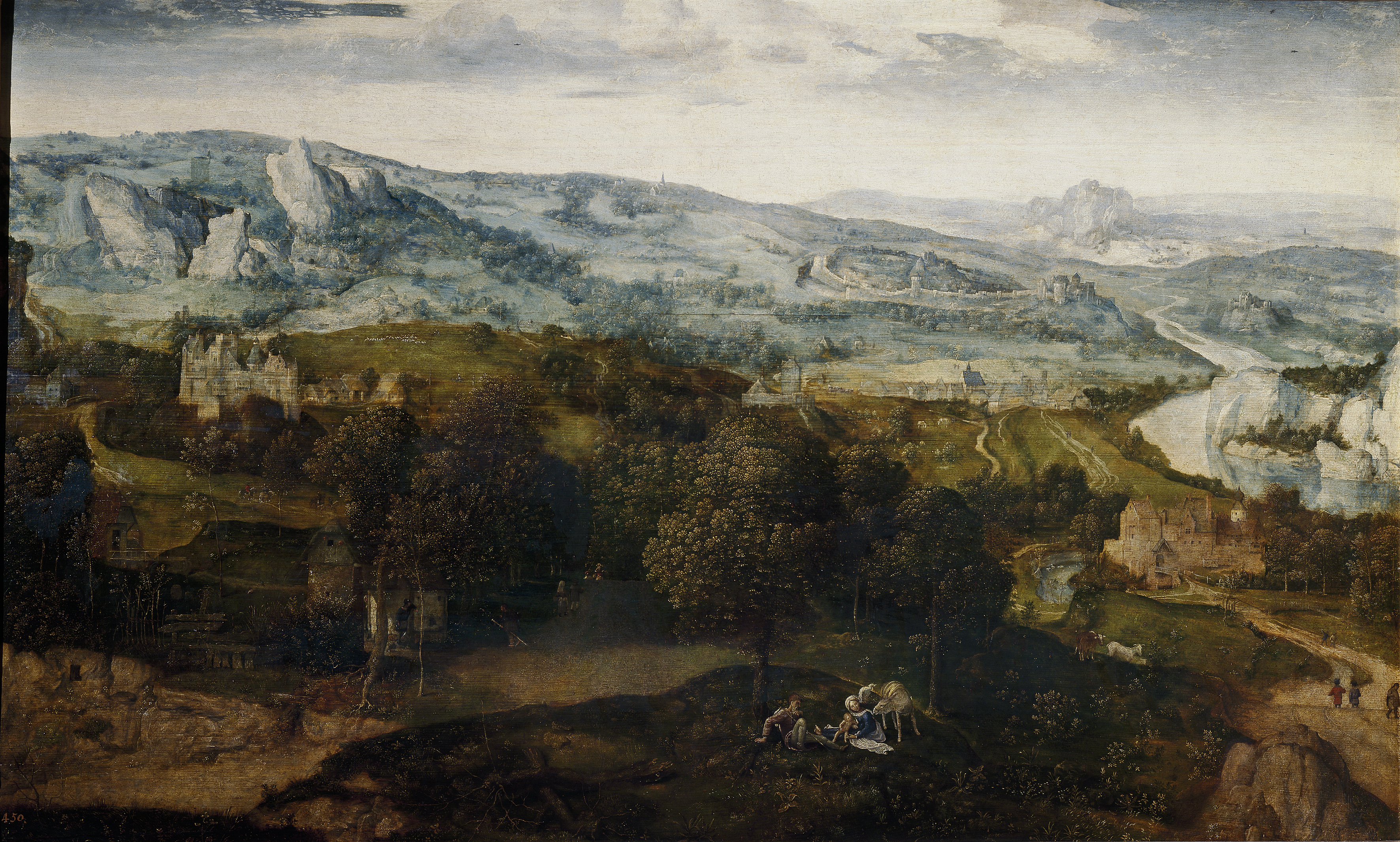
Descanso en la huida a Egipto, Cornelis Massys, c. 1540, Museo del Prado.

El estilo también es un ejemplo temprano de la tendencia artística del siglo XVI hacia la "inversión manierista" (término ideado por Max Dvořák) o la "composición invertida", donde elementos menores o de fondo pasan a dominar el espacio de la imagen. En la década de 1550, Pieter Aertsen comenzó un estilo de grandes lienzos dominado por grandes extensiones de bodegones de comida y grandes figuras de género de cocineros o vendedores en el mercado, mientras que en el fondo se pueden vislumbrar pequeñas escenas bíblicas. Algunas pinturas de Jan Sanders van Hemessen colocan figuras de género en primer plano de pinturas sobre temas religiosos o morales. En el siglo XVII, todas estas áreas temáticas se establecieron como géneros independientes en la pintura holandesa y flamenca, y más tarde en toda la pintura occidental. 
El invento de Patinir fue desarrollado por Herri met de Bles (1510 - c.1555–1560), quien probablemente era su sobrino. Tomó el tipo en el nuevo estilo del manierismo del norte . Otros artistas fueron Lucas Gassel, el monogramista de Brunswick y Cornelis Massys.

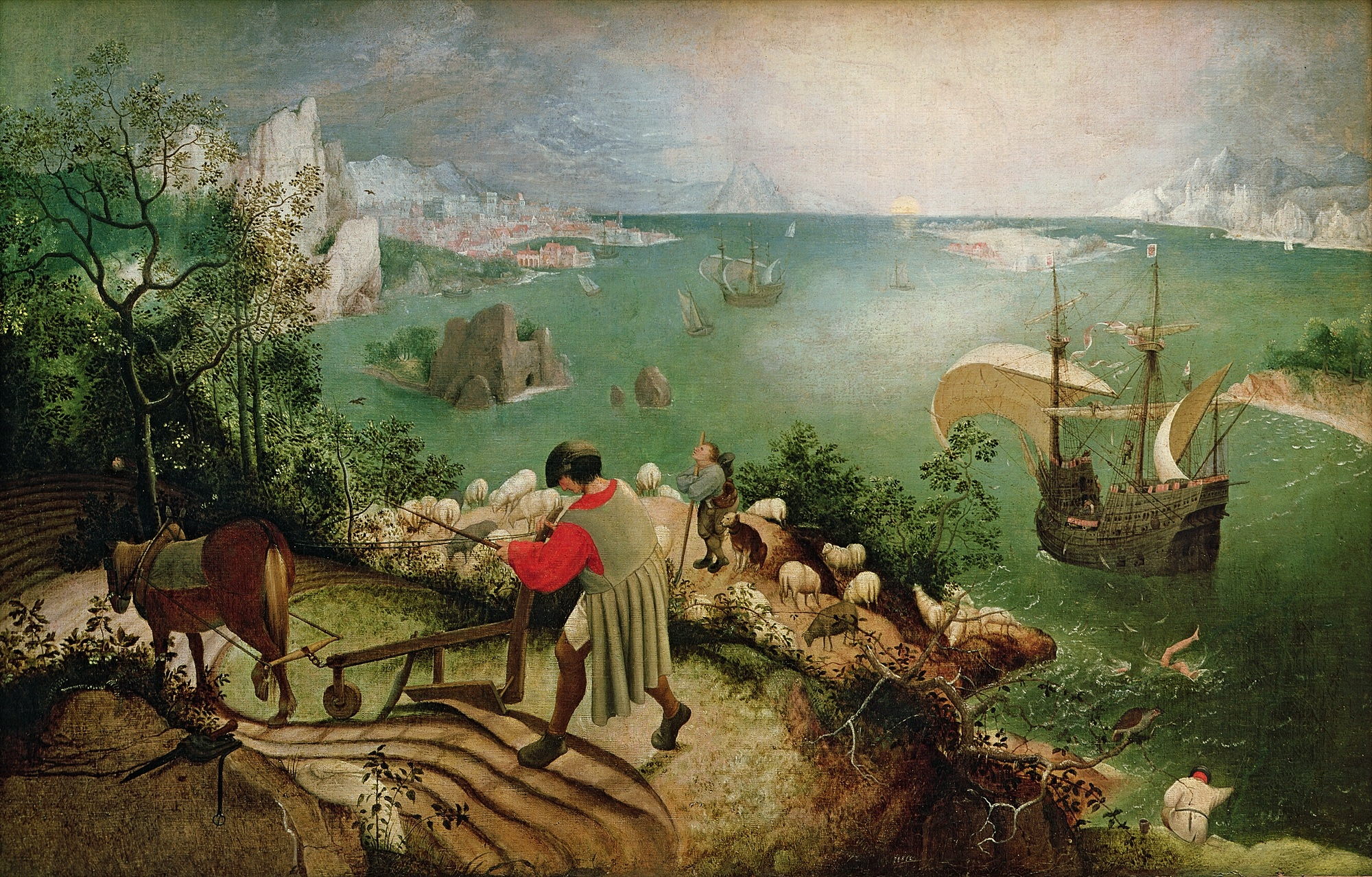
Paisaje con la caída de Ícaro, Museos Reales de Bellas Artes de Bélgica, ahora considerado como una buena copia temprana del original de Bruegel

Massys era hijo de Quinten Massys, un amigo de Patinir, quien había agregado las figuras a al menos un paisaje de Patinir, la Tentación de San Antonio (Museo del Prado), y que había usado el estilo en algunas de sus propias obras, como la Virgen con el Niño (1513) en Poznan. Patinir fue paulatinamente delegando en sus obras la pintura de las figuras más grandes a otros maestros, y también parece haber tenido un gran taller o círculo de seguidores en Amberes.
El estilo fue adoptado y se hizo más natural en los paisajes de Pieter Bruegel el Viejo, que había viajado a Italia a través de los Alpes. De vuelta en Amberes, el editor Hieronymus Cock le encargó en la década de 1550 que hiciera dibujos para una serie de grabados, los Grandes Paisajes, para satisfacer lo que ahora era una demanda creciente de imágenes de paisajes. Algunas de sus pinturas anteriores, como su Paisaje con la huida a Egipto (Instituto de Arte Courtauld, 1563, ilustrado en la parte superior), están completamente dentro de las convenciones de Patinir, pero su Paisaje con la caída de Ícaro (conocido por dos copias), aunque conservaba un estilo semejante al de Patinir, en sus figuras más grandes y ajenas al supuesto tema narrativo era ya una pintura de género. 
Otras obras exploraron variaciones sobre el tema, con su famoso conjunto de paisajes con figuras que representan las estaciones como la culminación de su estilo. Las cinco pinturas sobrevivientes usan los elementos básicos del paisaje del mundo (solo una carece de montañas escarpadas) pero las transforman en su propio estilo. Son más grandes que la mayoría de las obras anteriores, con una escena de género con varias figuras en primer plano, y la vista panorámica vista más allá a través de los árboles. Bruegel también era consciente del estilo del paisaje del Danubio a través de los grabados.

## Escuela del Danubio

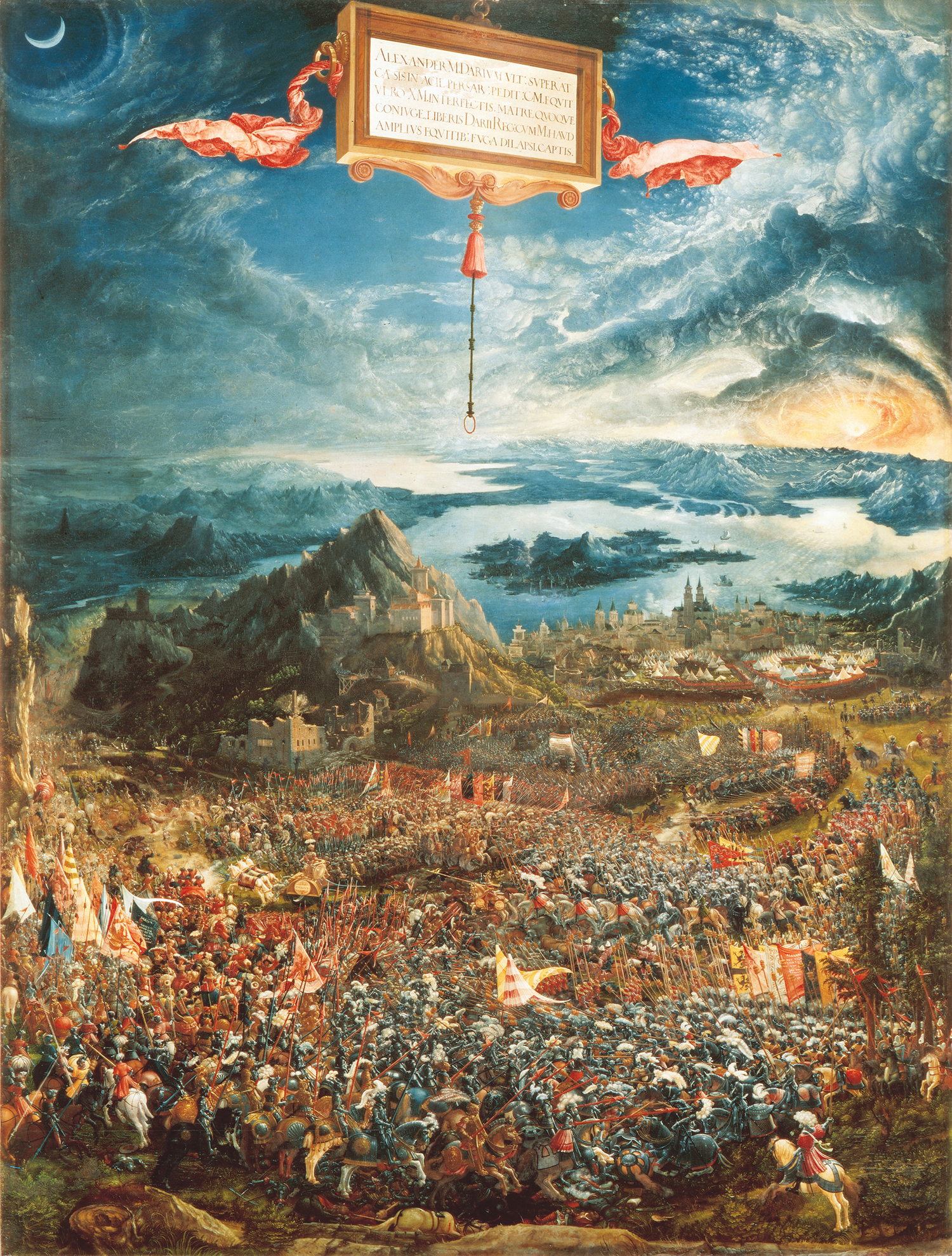
Albrecht Altdorfer, La batalla de Alejandro en Issos, 1529, 158.4 cm × 120.3 cm (62.4 in × 47.4 in)

La escuela del Danubio era un grupo contemporáneo de artistas alemanes y austriacos que también fueron pioneros de la pintura de paisajes, y los primeros en pintar regularmente paisajes puros sin figuras. Sus paisajes se deleitan en los bosques del Alto Danubio, y el lugar de una figura en primer plano a menudo lo toma un solo árbol, una fórmula inventada por Albrecht Altdorfer, el artista más importante del grupo, y utilizada principalmente en dibujos y grabados, por Wolf Huber y Augustin Hirschvogel. Otros trabajos innovadores mostraron vistas de primer plano del bosque denso sin apenas una vista lejana o incluso cielo. Pero muchos de sus paisajes son panorámicos en una versión del estilo holandés, aunque el río que se pierde de vista normalmente reemplaza el mar que ocupa el horizonte de muchas obras holandesas. Es probable que al menos Altdorfer haya visto un Patinir alrededor de 1531; uno estaba en Augsburgo desde 1517 (una Asunción ahora en Filadelfia).
Los paisajes pintados por Altdorfer suelen ser verticales, y aunque solo sea por encargo de un espacio vertical, este es el caso del más extremo de todos los grandes paisajes del mundo, su batalla de Alejandro en Issos (1529, Múnich). Esta extraordinaria pintura muestra una vista al otro lado del Mediterráneo, con una masa de pequeñas figuras luchando en una gran batalla en primer plano. Los combatientes se encuentran en Issos, en la Turquía moderna, pero la vista se extiende más allá de la isla de Chipre hasta la costa de Egipto y la península del Sinaí y el Mar Rojo. La pintura originalmente formaba parte de un conjunto de pinturas históricas con el mismo formato. 

## Influencia en la pintura de paisajes posterior
Tanto los enfoques holandeses como los danubianos para la pintura de paisajes fueron muy influyentes para los artistas posteriores. Las generaciones posteriores de artistas flamencos como Jan Brueghel el Viejo, Anton Mirou, Lucas van Valckenborch y Gillis van Coninxloo continuaron produciendo versiones manieristas tardías de la fórmula desarrollada por Pieter Bruegel el Viejo, antes de que en la década de 1590 Van Coninxloo, tras establecerse en Ámsterdam, emprendiese un camino diferente y más sintético, abandonando el tradicional esquema de tres colores, sustituido por un tono general azul verdoso, y colocando a los lados de la composición hileras de árboles para restringir y luego eliminar la visión distante, siendo pionero en el desarrollo flamenco de los densos paisajes boscosos de la escuela de Frankenthal. Hacia 1592 Rubens tuvo como primer maestro a Tobias Verhaecht, un artista especialmente conservador que continuó pintando paisajes del mundo derivados de Pieter Bruegel el Viejo hasta la década de 1620. Aunque Rubens superó rápidamente su influencia, en algunos de sus paisajes más tempranos, como Verano (c. 1618, Windsor Castle, Royal Collection) o el Paisaje con el naufragio de Eneas (c. 1620, Berlín, Staatliche Museen), la tradición del viejo paisaje del mundo sigue viva.

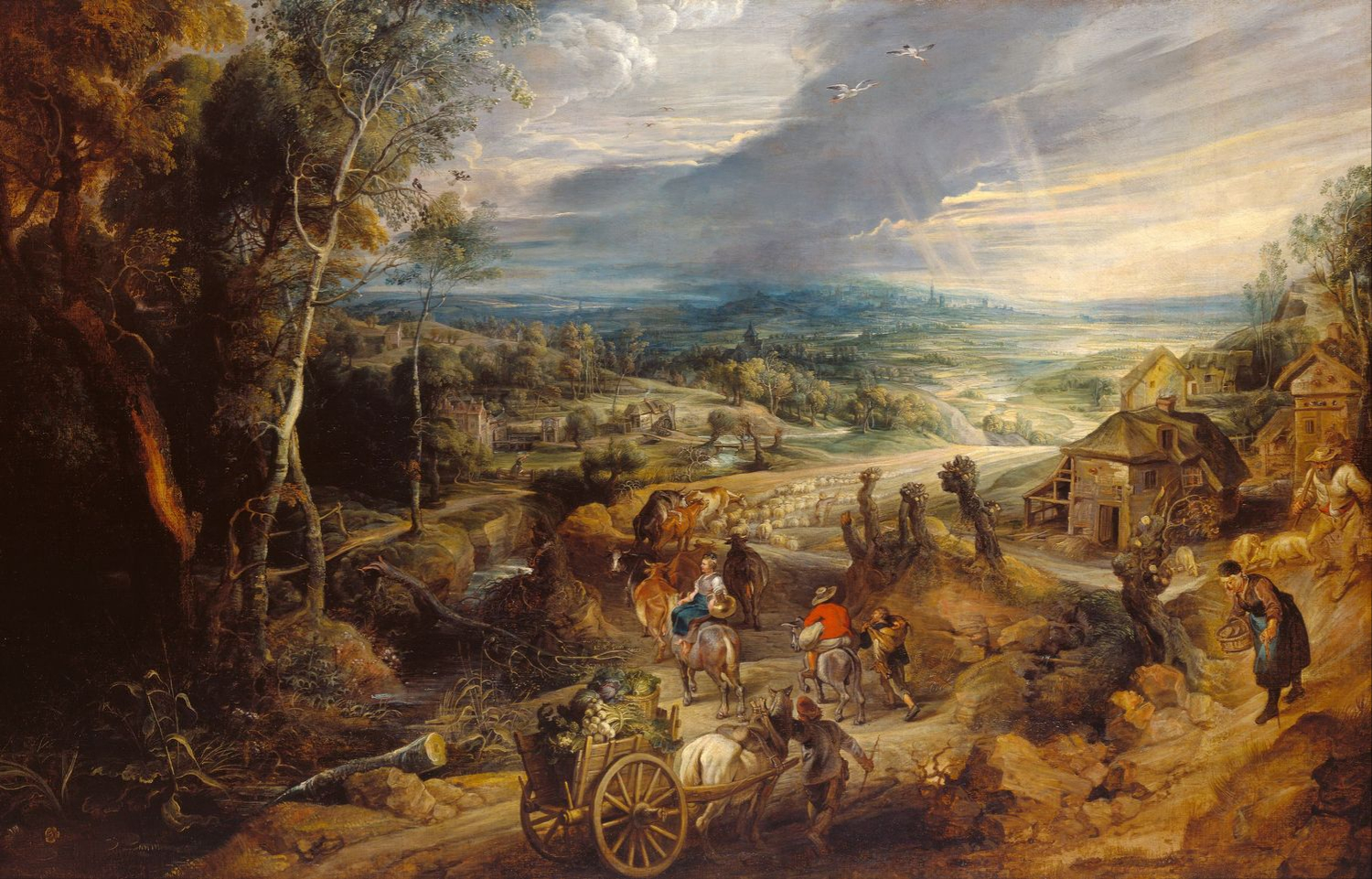
Verano, Peter Paul Rubens, c. 1618

Los aspectos de la fórmula particular del paisaje del mundo, aunque ya no suelen describirse con ese término, continúan apareciendo en diferentes versiones hasta el siglo XIX. En la pintura del Siglo de oro neerlandés las pinturas y grabados idiosincrásicos de Hercules Seghers (c. 1589-c. 1638), tan raros como los de Patinir, eran excelentes vistas panorámicas muy a menudo con montañas. En contraste, Philip de Koninck (1619-1688) usó la vista panorámica elevada y a menudo incluyó agua, pero mostró vistas de tierras de cultivo planas o techos de ciudades con un horizonte bajo. 
El italiano Niccolò dell'Abbate, que en Francia se integraría en lo que se conoce como escuela de Fontainebleau, introdujo allí el paisaje del mundo flamenco en obras como el Paisaje con Orfeo y Eurídice (Galería Nacional de Londres) y el Rapto de Perséfone (Museo del Louvre), ambas pinturas de notables dimensiones. En el barroco clasicista francés muchos artistas, incluidos Claudio de Lorena y Nicolas Poussin pintaron paisaje con figuras y en ocasiones Lorena realizó amplias vistas panorámicas con elementos mixtos de montañas, agua y pequeñas figuras. El punto de vista y el horizonte son generalmente mucho más bajos que en las obras del siglo XVI. Lorena a su vez se hizo enormemente influyente y hasta principios del siglo XIX su estilo siguió teniendo la ventaja de situar a la pintura de paisaje en un lugar más alto en la jerarquía de los géneros y, en consecuencia, ser cotizada a un precio más alto que el del mero paisaje puro.
Con el romanticismo esto cambió, pero las vistas panorámicas se continuaron pintando a lo largo del siglo xix, y artistas como los de la Escuela del río Hudson, Edward Lear y los pintores paisajistas rusos aplicaron el estilo compositivo a paisajes localizados alrededor del mundo en obras como El Corazón de los Andes (1859, Frederic Edwin Church), aunque a menudo excluye a todas las personas y edificios. Estos todavía aparecen en las enormes pinturas religiosas apocalípticas del pintor inglés John Martin, que a menudo son literalmente "paisajes del fin del mundo", llevando la historia del género a sus orígenes con el Bosco. 